# Lepi Dasa
Lepi Dasa je psevdonim pevca s pravim imenom Vlado Pilja, * 25. julij 1973.
Bil je član skupine Red district. Pevec je že vrsto let na glasbeni sceni kot vokalist in bas kitarist. Nekaj časa je nastopal tudi v spremljevalni skupini pevke Nuše Derenda. Kot solist se je prvič predstavil na festivalu Melodije morja in sonca (MMS) 2006 s skladbo Lepi Dasa. Čeprav ni prišel v finale, je skladba postala vseslovenska uspešnica. Glasba in besedilo je delo Vanje Aliča in Staše Salaćanina (Zaklonišče prepeva), aranžma pa sta prispevala Miha Hercog in Vanja Alič. Gostoval je tudi v nanizanki Naša mala klinika in se predstavil v oddaji Znan obraz ima svoj glas.
Leta 2024 je z dovoljenjem avtorja Alana Sorrentija posnel pesem Tu Sei L'Unica Donna Per Me v slovenskem jeziku, besedilo je prispevala akademska pianistka in tekstopiska Mirjana Zeljić Brnčič, aranžma pa je delo Damjana Pančurja.